# Close to you (ALvinoの曲)
「Close to you」（クロース トゥ ユー）は、ALvinoのシングル。2010年5月12日に日本クラウンより発売。

## 解説
- 「ココロフィルム」から約2年ぶりのシングル。
- 3曲収録の「Aタイプ」、2曲収録にプロモーションビデオDVDが付属した「Bタイプ」の2種類が発売。
- 「Aタイプ」、「Bタイプ」ともにジャケットは『遊☆戯☆王5D's』の書き下ろしイラスト。

## 収録曲
1. Close to you (3:42)
  - 作詞・作曲: 潤、編曲: HΛL A.v.n
  - テレビ東京系アニメ『遊☆戯☆王5D's』第4期エンディングテーマ。
2. こもれび (5:45)
  - 作詞: 翔太、作曲: 潤、編曲: 高山和芽 A.v.n
3. My Mother’s Day (4:53)
  - 作詞: 翔太、作曲: KOJI、編曲: 関藤麻衣子 高山和芽 A.v.n